# Tent pegging
El tent pegging es un deporte de caballería de origen antiguo, y es una de las diez disciplinas ecuestres reconocidas oficialmente por la Federación Ecuestre Internacional. El término se refiere a un juego de montaje con objetivos en tierra. En términos más generales, se refiere a toda la clase de juegos de caballería montada a caballo con armas afiladas, para lo cual el término "competencias ecuestres de armas" también se utiliza.

## Reglas
El juego mantiene un jinete montado en caballo al galope con una espada o lanza para penetrar, recoger y llevarse un objeto pequeño del terreno o una serie de objetivos pequeños en la tierra. De una manera más amplia se incluye en las competiciones: un anillo (el jinete al galope intenta pasar la punta de su arma a través de un anillo en suspensión), rebanada de limón (el jinete intenta apuñalar a una rebanada de limón en suspensión por una cuerda o puesto en una plataforma);
La meta de la competición es el número de blancos consecutivos obtenidos, las dimensiones y el peso de la espada, la lanza o el arco, el tiempo mínimo en que debe estar en campo cubierto, la medida en que el objetivo debe ser golpeado, cortado o transportado.

## Orígenes
La caballería han practicado el juego tent pegging por lo menos desde el siglo 4 a. C., y los imperios europeos y luego asiáticos difundieron el juego por todo el mundo. Como resultado, por esta razón la fecha de origen del juego y su lugar de origen son ambiguos.
El deporte de competición se desarrolló fuera de los ejercicios de caballería diseñados para desarrollar "destreza en los caballeros con la espada y la lanza a caballo". Sin embargo, el Tent pegging desarrolla habilidades genéricas y les preparan para situaciones de combate específicas. La teoría más ampliamente aceptada, es que el juego se originó en la Edad Media en la India como una herramienta de formación para caballeros cuando se enfrentaban a elefantes de guerra. Un caballero debía apuñalar con precisión la carne sensible detrás de una uña del pie del elefante haciendo que este se echara para atrás y así derrotaba a su contrincante, y posiblemente perdiera el control, rompiendo filas y pisoteara la infantería.
El término "tent pegging" es, sin embargo, relacionado con la idea de que los caballeros en la madrugada atacaran de sorpresa contra un campamento enemigo usando las habilidades para cortar o arrancar piquetas. Se buscaba el colapso de las tiendas de sus ocupantes dormidos y extender el caos y el terror en el campamento. Pero, hay pocos testimonios fiables de una caballería usara tales tácticas.